# Skoki do wody na Igrzyskach Panamerykańskich 1983
Zawody w skokach do wody na Igrzyskach Panamerykańskich 1983 zostały rozegrane w dniach 16-22 sierpnia 1983 roku. Areną zmagań był Parque Naciones Unidas.

## Medaliści
| Konkurencja         | 1. miejsce      | Wynik  | 2. miejsce     | Wynik  | 3. miejsce        | Wynik  |
| ------------------- | --------------- | ------ | -------------- | ------ | ----------------- | ------ |
| Trampolina mężczyzn | Greg Louganis   | 724,02 | Abel Ramírez   | 631,26 | David Burgering   | 114,05 |
| Wieża mężczyzn      | Greg Louganis   | 677,58 | Bruce Kimball  | 654,12 | Ricardo Banuelos  | 531,27 |
| Trampolina kobiet   | Kelly McCormick | 500,73 | Wendy Wyland   | 490,77 | Sylvie Bernier    | 473,97 |
| Wieża kobiet        | Wendy Wyland    | 426,57 | Verónica Ribot | 404,01 | Guadalupe Canseco | 385,20 |

## Klasyfikacja medalowa
Opracowano na podstawie materiałów źródłowych.
| Miejsce | Państwo           | Złoto | Srebro | Brąz | Razem |
| ------- | ----------------- | ----- | ------ | ---- | ----- |
| 1.      | Stany Zjednoczone | 4     | 2      | 1    | 7     |
| 2.      | Argentyna         | 0     | 1      | 0    | 1     |
| 2.      | Kuba              | 0     | 1      | 0    | 1     |
| 4.      | Meksyk            | 0     | 0      | 2    | 2     |
| 5.      | Kanada            | 0     | 0      | 1    | 1     |
| Razem   | Razem             | 4     | 4      | 4    | 12    |